# Europäisches Olympisches Winter-Jugendfestival 2015/Snowboard
Beim Europäischen Olympischen Winter-Jugendfestival 2015 wurden drei Wettbewerbe im Snowboard in Schruns ausgetragen. Die Wettbewerbe fanden auf dem Hochjoch statt.

## Medaillenspiegel
| Platz | Land        | Gold | Silber | Bronze | Gesamt |
| ----- | ----------- | ---- | ------ | ------ | ------ |
| 1     | Frankreich  | 2    | 1      | –      | 3      |
| 2     | Deutschland | 1    | –      | 1      | 2      |
| 3     | Österreich  | –    | 2      | –      | 2      |
| 4     | Schweiz     | –    | –      | 1      | 1      |
| 4     | Russland    | –    | –      | 1      | 1      |

## Medaillengewinner
| Konkurrenz     | Gold          | Silber          | Bronze        |
| -------------- | ------------- | --------------- | ------------- |
| Snowboardcross | Merlin Surget | Fabian Hartmann | Leon Beckhaus |

| Konkurrenz     | Gold             | Silber        | Bronze        |
| -------------- | ---------------- | ------------- | ------------- |
| Snowboardcross | Sarah Dienstbeck | Marie Marguet | Kristina Paul |

Mixed
| Konkurrenz     | Gold                                  | Silber                                | Bronze                                   |
| -------------- | ------------------------------------- | ------------------------------------- | ---------------------------------------- |
| Teamwettbewerb | Frankreich 1Manon Petit Merlin Surget | Österreich 2Pia Zerkhold Andreas Kroh | Schweiz 1Sophie Hediger Pascal Bitschnau |

## Ergebnisse Männer
| Platz | Land | Sportler                |
| ----- | ---- | ----------------------- |
| 1     | FRA  | Merlin Surget           |
| 2     | AUT  | Fabian Hartmann         |
| 3     | GER  | Leon Beckhaus           |
| 4     | GER  | Sebastian Pietrzykowski |
| 5     | AUT  | Andreas Kroh            |
| 6     | SUI  | Pascal Bitschnau        |
| 7     | FRA  | Damien Rochas           |
| 8     | FRA  | Rodolphe Solliet        |

## Ergebnisse Frauen
| Platz | Land | Sportler            |
| ----- | ---- | ------------------- |
| 1     | GER  | Sarah Dienstbeck    |
| 2     | FRA  | Marie Marguet       |
| 3     | RUS  | Kristina Paul       |
| 4     | SUI  | Sophie Hediger      |
| 5     | FRA  | Alexia Queyrel      |
| 6     | FRA  | Manon Petit         |
| 7     | POL  | Aleksandra Michalik |
| 8     | SUI  | Tabea Sägesser      |

## Ergebnisse Mixed
| Platz | Land  | Sportler                                 |
| ----- | ----- | ---------------------------------------- |
| 1     | FRA 1 | Manon Petit Merlin Surget                |
| 2     | AUT 2 | Pia Zerkhold Andreas Kroh                |
| 3     | SUI 1 | Sophie Hediger Pascal Bitschnau          |
| 4     | GER   | Sarah Dienstbeck Sebastian Pietrzykowski |
| 5     | FRA 2 | Alexia Queyrel Damien Rochas             |
| 6     | ITA 1 | Caterina Carpano Niccolo Chiodo          |
| 7     | AUT 1 | Elina Batruel Fabian Hartmann            |
| 8     | RUS 1 | Kristina Paul Ilia Babodzhanov           |